# Antonio Savoldi-Marco Cò - Trofeo Dimmidisì 2006
L'Antonio Savoldi-Marco Cò - Trofeo Dimmidisì 2006 è stato un torneo di tennis facente parte della categoria ATP Challenger Series, nell'ambito dell'ATP Challenger Series 2006. Il torneo si è giocato a Manerbio in Italia dal 21 al 27 agosto 2006 su campi in terra rossa.

## Vincitori

### Singolare
Andreas Vinciguerra ha battuto in finale  Adrián García con il punteggio di 7–6(3), 6–1

### Doppio
Gabriel Moraru /  Adrian Ungur hanno battuto in finale  Michał Przysiężny /  Federico Torresi con il punteggio di 6–3, 6–3